# Zwartwerken
Zwartwerken is het tegen betaling verrichten van arbeidsactiviteiten waarbij zowel de werkgever als de werknemer geen belasting en sociale zekerheidspremies afdragen. Het maakt deel uit van de informele economie in een land.
Loon waarover geen loonheffing is ingehouden is zwart loon. Vaak is er dan sprake van loonbelastingfraude. De werknemers krijgen loon betaald zonder dat de werkgever de overheid daarover in kennis stelt.
Ook komt het voor dat ondernemers of ZZP'rs niet al hun inkomsten opgeven. Dit wordt vaak gedaan door dit zonder bon of factuur te doen. Dit is zwarte omzet. Dit kan gebeuren met medeweten van de werknemer. De werkgever kan zwart loon bieden dat hoger is dan het nettoloon dat ze anders zouden verdienen. Het komt echter ook voor dat de werkgever doet alsof het loon gewoon wit is. De loonbelasting verdwijnt dan in de zak van de werkgever. Het gaat dan vaak om zeer grote bedragen.
Een andere reden voor het niet afdragen van loonheffingen kan zijn dat de werknemer illegaal, zonder arbeidsvergunning, in het land verblijft. Uiteraard kan de werkgever dan geen melding maken van de loonbetaling, aangezien deze de werknemer zou verliezen door uitzetting en zelf beboet zou worden.
Omdat geen sociale premies worden ingehouden, worden geen rechten opgebouwd uit sociale verzekeringen. Mocht een werknemer wat overkomen of ziek worden, is er dus geen inkomensbescherming. Er wordt ook geen pensioen opgebouwd.
Aanvullend pleegt de zwartwerkende werknemer vaak fraude bij de aangifte inkomstenbelasting, of door het nalaten van die aangifte. Als hij een uitkering ontvangt waarbij het werken en/of het loon van belang is en hij geeft dit wel op bij de uitkeringsinstantie, dan is er sprake van witte fraude. Als hij ook uitkeringsfraude pleegt is er sprake van zwarte fraude. Een andere vorm van witte fraude is dat hij wit werkt maar dat niet opgeeft bij de uitkeringsinstantie.
In België blijkt het systeem van dienstencheques het zwartwerken te helpen terugdringen.